# Városháza (Fülek)
A városháza Füleken, a Városháza utca 25. alatt található.

## Története
A város egyik legismertebb klasszicista épülete a városháza. Építését 1911 áprilisában kezdte meg a losonci Schmidt Pál építész, aki a szintén losonci Jakab Pál tervei alapján dolgozott. Az épületet már 1912 június 29.-én sikerült átadnia. Az eredeti tervekben szerepel, hogy itt kap majd helyet a helyi tűzoltóság, ezért egy tűzfigyelő tornyot alakítottak ki a legfelső emelet felett, ahonnan az egész várost be lehetett látni.